# Phintella hainani
Phintella hainani är en spindelart som beskrevs av Song D., Gu M., Chen Z. 1988. Phintella hainani ingår i släktet Phintella och familjen hoppspindlar. Inga underarter finns listade i Catalogue of Life.